# Mołodo
Mołodo – rzeka w Rosji, w Jakucji; lewy dopływ dolnej Leny. Długość 623 km; powierzchnia dorzecza 26 900 km².
Powstaje z połączenia kilku mniejszych rzek na wschodnim krańcu Wyżyny Środkowosyberyjskiej, płynie w kierunku północno-wschodnim szeroką doliną porośniętą rzadką tajgą modrzewiową.
Zamarza od października do maja; zasilanie śniegowo-deszczowe.